# Ölands runinskrifter 17
Ölands runinskrifter 17 är en försvunnen vikingatida runsten som fanns i Seby, Segerstads socken och Mörbylånga kommun.

## Inskriften
Translitterering av runraden:
[× þurkuþr × raisti × stain × þenh × iftiʀ × inkialt × bruþur × sin ×]
Normalisering till runsvenska:
Þorguðr ræisti stæin þenna æftiʀ Ingiald, broður sinn.
Översättning till nusvenska:
Torgunn (eller Torgot?) reste denna sten efter Ingjald, sin broder.